# Saw III
Saw III (bra: Jogos Mortais 3; prt: Saw III - O Legado) é um filme canado-estadunidense de 2006, gêneros terror e suspense, dirigido por Darren Lynn Bousman. É o terceiro longa-metragem da série Saw, produto da parceria do diretor do primeiro filme, James Wan, do roteirista dos dois primeiros filmes, Leigh Whannell, e do roteirista/diretor do segundo, Darren Lynn Bousman. O filme é estrelado por Tobin Bell e Shawnee Smith.
O filme mantém foco no retorno de Jigsaw, o antagonista dos filmes anteriores, que trabalha com sua instável aprendiz, Amanda Young, para finalizar seus últimos testes antes de sua morte. O filme contém informações adicionais sobre a vida de ambos.
Saw III foi dedicado a Gregg Hoffman, produtor dos dois primeiros filmes e que morreu em 4 de dezembro de 2005, pouco mais de um mês após o lançamento de Jogos Mortais 2.

## Sinopse
Amanda Young (Shawnee Smith) de 36 anos de idade, agora aliada de Jigsaw (Tobin Bell) de 64 anos de idade, sequestram a médica Lynn Denlon (Bahar Soomekh) de 31 anos de idade para que ela cuide da saúde de Jigsaw, que se encontra em estado terminal. Jigsaw quer mais algum tempo de vida para continuar jogando com Jeff (Angus Macfadyen) de 43 anos de idade.

## Elenco
| Ator                | Papel                  |
| ------------------- | ---------------------- |
| Tobin Bell          | John Kramer / Jigsaw   |
| Shawnee Smith       | Amanda Young           |
| Angus Macfadyen     | Jeff Reinhart          |
| Bahar Soomekh       | Lynn Denlon            |
| Donnie Wahlberg     | Detetive Eric Matthews |
| Dina Meyer          | Detetive Allison Kerry |
| Leigh Whannell      | Adam                   |
| Mpho Koaho          | Timothy Young          |
| Barry Flatman       | Juiz Halden            |
| Lyriq Bent          | Tenente Rigg           |
| J. LaRose           | Troy                   |
| Debra Lynne McCabe  | Danica Scott           |
| Costas Mandylor     | Detetive Hoffman       |
| Betsy Russell       | Jill                   |
| Stefan Georgiou     | Dylan                  |
| Niamh Wilson        | Corbett                |
| Tarcisio Van Sprang | Chris                  |
| Kim Roberts         | Enfermeira Deborah     |

## Premiações
- Teve uma indicação ao MTV Movie Awards de Melhor Vilão (Tobin Bell).